# Volkspartei (Syrien)
Die Volkspartei (arabisch حزب الشعب, DMG Ḥizb aš-Šaʿb) war eine syrische politische Partei, die während der 1940er und frühen 1960er Jahre in der Syrischen Republik aktiv war.
Die Partei wurde 1948 als wichtigste Oppositionspartei zur Nationalpartei gegründet. Beide Parteien haben ihre Wurzeln im Bloc national, einem nationalen Bündnis, das eine wichtige Rolle beim Kampf gegen das französische Mandat gespielt hat. Der Bloc national spaltete sich 1947 als Ergebnis regionaler und persönlicher Rivalitäten zwischen seinen Anführern.

## Geschichte
Ehemalige Nationalblock-Mitglieder der nordsyrischen Städte (Homs, Hama und Aleppo) gründeten 1948 die Volkspartei unter Leitung Nazim al-Qudsis und Ruschdi al-Kichyas. Die Partei vertrat die Interessen der nord- und zentralsyrischen Geschäftsleute sowie Landbesitzer, die eine Wirtschaftsunion mit dem Irak favorisierten. Sie wurde von der Aleppiner Aristokratie gestützt, die glaubte, dass die traditionelle Rolle Aleppos als Handelszentrum des fruchtbaren Halbmonds nur durch eine Föderation mit dem Haschemitischen Irak wiederhergestellt werden könnte. Das Ziel der Partei war es, die Dominanz der Damaszener Elite über die syrische Politik zu brechen.
Die Volkspartei genoss auch die Unterstützung des Atassi-Klans aus Homs; Adnan al-Atassi, Sohn des Präsidenten Haschim al-Atassi, war einer der Gründerväter der Partei. Haschim al-Atassi wurde zwar nie ein offizielles Mitglied, trotzdem unterstützte er die Partei durch seinen Sohn und seinen Neffen Faydi al-Atassi, der mehrmals Ministeriumsposten, darunter das Außenministerium erhielt. Ihre Unterstützung sicherte eine starke Basis der Partei in Homs.
al-Hinnawi
Seinen Höhepunkt an Einfluss genoss die Partei in der Periode zwischen 1949 und 1951 unter den Militärregimes von al-Hinnawi und Adib asch-Schischakli. Nachdem sie die Mehrheit der Stimmen bei der Parlamentswahl 1949 erhalten hatte, stritt die Partei mit asch-Schischakli über die Kontrolle der Polizeikräfte. Asch-Schischakli leitete am 28. November 1951 einen Staatsstreich ein, und inhaftierte führende Mitglieder der Partei, darunter Parteigründer Nazim al-Qudsi und Ruschdi al-Kichya; Expräsident Haschim al-Atassi wurde unter Hausarrest gestellt. Die Volkspartei zählte zu den Kräften, die zwei Jahre später asch-Schischaklis Sturz planten. Sie erhielt einige ihrer Einflüsse im Kabinett zurück und gewann die Stimmenmehrheit bei der Wahl 1954.
Als die Syrische Republik sich mit Ägypten unter Gamal Abdel Nasser zur Vereinigten Arabischen Republik vereinigte, wurde die Volkspartei wie alle anderen syrischen Parteien gezwungen, sich aufzulösen. Nach der Abspaltung Syriens von der Union bekam die Volkspartei wieder ihre Parlamentsmehrheit zurück. Der Parteiführer Nazim al-Qudsi wurde nach dem – diesmal landesweiten – Sieg bei der Parlamentswahl 1961 zum Präsidenten gewählt. Er diente in diesem Amt bis zur Revolution des 8. März, als 1963 sich die Baath-Partei durch ein Staatsstreich an die Macht brachte.
In den letzten Jahren gab es Diskussionen über die Wiederbelebung der Volkspartei, nachdem die Anforderungen für die Mitgliedschaft in der Nationalen Fortschrittsfront gelockert wurden, allerdings wurde dies nicht verwirklicht.

## Bibliografie
- David Dean Commins: Historical dictionary of Syria. Scarecrow Press, 2004, ISBN 978-0-8108-4934-1 (Google Books).
- Sami M. Moubayed: Damascus between democracy and dictatorship. University Press of America, 2002, ISBN 978-0-7618-1744-4 (Google Books).
- Yaacov Ro'i: From encroachment to involvement: a documentary study of Soviet policy in the Middle East, 1945-1973. Transaction Publishers, 1974, ISBN 978-0-470-73150-5 (Google Books).